# گوسفند وحشی ارمنی
قوچ‌ومیش ارمنی یا گوسفند وحشی ارمنی (نام علمی: Ovis ammon gmelini) گروهی از زیرگونه‌های گونهٔ گوسفند وحشی است. گوسفند وحشی به دو گروه زیرگونه‌ای تقسیم می‌شود که گروه شرقی آن گوسفند وحشی اوریال (در زبان لاتین به معنی خاوری) و گروه غربی گوسفند وحشی ارمنی نامیده می‌شوند و گوسفندهای وحشی البرز مرکزی تلفیقی از قوچ و میش‌های ارمنی و اوریال هستند. هرچند برخی منابع این دو را دو گونه مستقل می‌نامند. این جانور که مثل بقیه گوسفندها جنس نر آن قوچ و جنس ماده آن میش نامیده می‌شود، به چندین زیرگونه تقسیم می‌شود و فقط در شمال و شمال غرب ایران، نخجوان و ارمنستان زندگی می‌کنند. این پستاندار در ارمنستان و نخجوان در آستانه انقراض است و ۱۲ راس از این گونه در باغ‌وحش ایروان زیر نظر بوده و نگهداری می‌شوند.
در زمان قاجار، ملک قاسم میرزا، پسر فتحعلی‌شاه گوسفندهای وحشی ارمنی را به جزیره کبودان در دریاچه ارومیه آورد و در آن رها کرد تا این جزیره را تبدیل به شکارگاه شخصی خود و دوستانش کند.

## ویژگی‌های ریخت‌شناسی

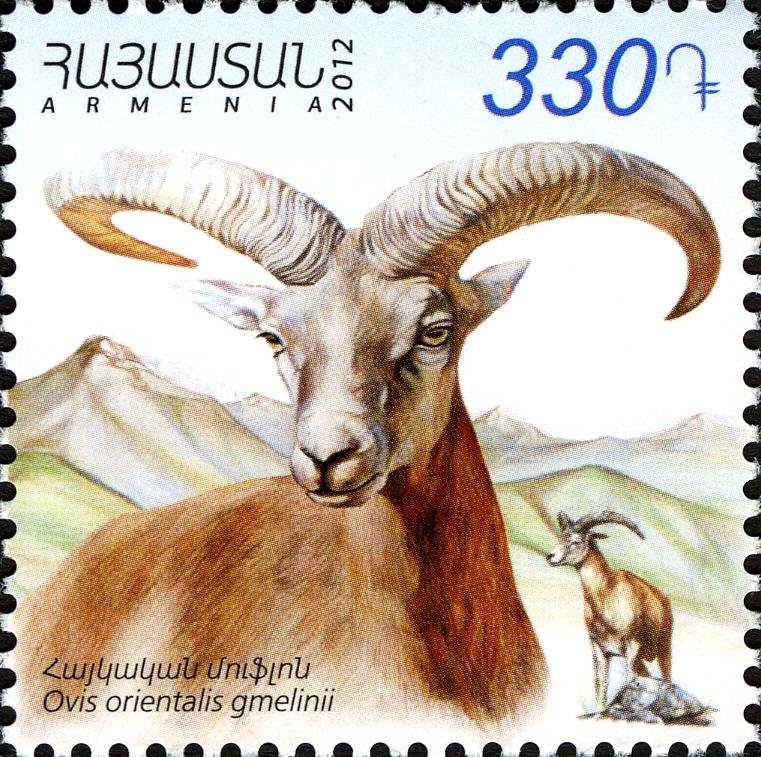

یکی از مشخصه‌های بارز قوچ‌های ارمنی لکه سفیدرنگی است که در ناحیه کمر دارند که در اصطلاح به آن «آلاکمر» می‌گویند. همچنین در زیر گلو و سینهٔ قوچ و میش ارمنی ریش و موهای زبر کوتاهی به رنگ قهوه‌ای تا سیاه دیده می‌شود. ماده‌ها شاخ ندارند یا شاخ‌های آن‌ها بسیار کوچک است.